# Jurnal Bihorean
Jurnalul Bihorean este un ziar din Bihor.